# 住友不動産渋谷ファーストタワー

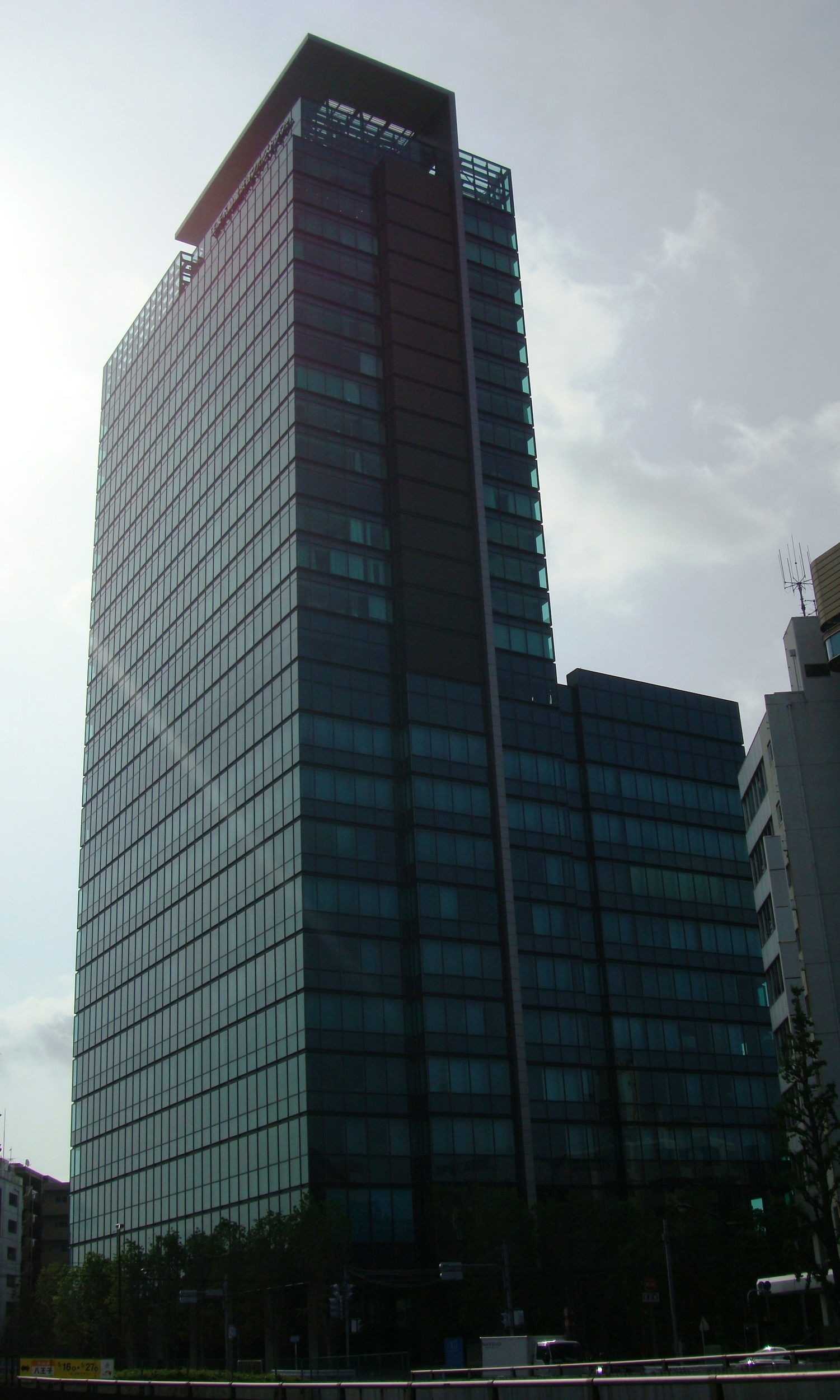
別角度からの渋谷ファーストタワー

住友不動産渋谷ファーストタワー（すみともふどうさんしぶやファーストタワー）は、東京都渋谷区東一丁目に所在する超高層ビルである。
旧アクサ生命本社ビルの跡地に住友不動産が建設した、地上25階、塔屋2階、地下3階の複合ビルである。3階から10階部分がオフィスフロアで、12階 - 25階は賃貸マンションの「ラ・トゥール渋谷」になっており、2階、地下1階には大型イベントホール「ベルサール渋谷ファースト」を備えている。

## 入居事業者
2011年1月31日現在の主な入居事業者は以下の通り。
| 階数    | 企業名                     | 主な事業                 | 代表取締役 |
| ------- | -------------------------- | ------------------------ | ---------- |
| 11階    |                            |                          |            |
| 10階    | ビクターエンタテインメント | 音楽ソフト事業           | 斉藤正明   |
| 9階     | ビクターエンタテインメント | 音楽ソフト事業           | 斉藤正明   |
| 8階     |                            |                          |            |
| 7階     | ミクシィ                   | ソーシャルネット事業     | 笠原健治   |
| 6F      |                            |                          |            |
| 5階     | グルーポン・ジャパン       | 事前購入型クーポンの提供 | 瀬戸恵介   |
| 4階     |                            |                          |            |
| 3階     |                            |                          |            |
| 2階     | ぴあ                       | チケット・出版等         | 矢内廣     |
| 1階     |                            |                          |            |
| 地下1階 | ぴあ                       | チケット・出版等         | 矢内廣     |
| 地下2階 |                            |                          |            |
| 地下3階 |                            |                          |            |

## 沿革
- 2010年10月 グルーポン・ジャパンが住友不動産原宿ビル16階 - 20階のミクシィ内にあたる17階から、住友不動産渋谷ファーストタワー5階に移転した[3]。
- 2011年4月にミクシィが東京都渋谷区の住友不動産原宿ビル（16階 - 20階）から、住友不動産渋谷ファーストタワーに本社を移転することが明らかになっている。

## 交通

### 鉄道
- JR山手線、埼京線、湘南新宿ライン、東急東横線、東急田園都市線、東京メトロ半蔵門線、東京メトロ副都心線、東京メトロ銀座線、京王井の頭線 渋谷駅から徒歩8分。
- 東京メトロ銀座線、東京メトロ千代田線、東京メトロ半蔵門線 表参道駅から徒歩10分。

### バス
- 都営バス都01、学03「渋谷三丁目」下車。

### 道路
- 六本木通り（東京都道412号霞ヶ関渋谷線）沿いであり、道路上のアクセス性は良好。
  - 首都高速3号渋谷線上り、下り：渋谷出口
  - 首都高速3号渋谷線下り：高樹町出口